# فرنسيسكو فلوريس
فرنسيسكو فلوريس (بالإسبانية: Francisco Flores Córdoba)‏ (18 يناير 1933 غوادالاخارا المكسيك - 13 نوفمبر 1986 غوادالاخارا المكسيك) هو لاعب كرة قدم مكسيكي سابق كان يلعب كلاعب وسط، شارك في كأس العالم لكرة القدم 1958.

## روابط خارجية
- فرنسيسكو فلوريس على موقع الاتحاد الدولي (مؤرشف)  (الإنجليزية)
- فرنسيسكو فلوريس على موقع قاعدة بيانات كرة القدم.إي يو (الإنجليزية)
- فرنسيسكو فلوريس على موقع ناشيونال فوتبول تيمز (الإنجليزية)
- فرنسيسكو فلوريس على موقع Soccerway.com (الإنجليزية)
- فرنسيسكو فلوريس على موقع عالم كرة القدم.نت (الإنجليزية)